# Neuhofen im Innkreis
Neuhofen im Innkreis är en ort och kommun i Österrike. Den ligger i distriktet Ried im Innkreis i förbundslandet Oberösterreich, 210 kilometer väster om huvudstaden Wien. 
Kommunen består av 19 orter (Ortschaften) (inom parentes invånarantal 1 januari 2024):

- Auleiten (173)
- Baumbach (221)
- Baumgarten (16)
- Bergetsedt (29)
- Gobrechtsham (218)
- Grillnau (111)
- Hauping (33)
- Holzleiten (35)
- Hörzing (23)
- Kohlhof (44)
- Langstraß (503)
- Leinberg (22)
- Neuhofen im Innkreis (798)
- Niederbrunn (31)
- Oberleinberg (6)
- Ponneredt (106)
- Rettenbrunn (23)
- Spießberg (113)
- Wiesen (13)